# Arts visuals

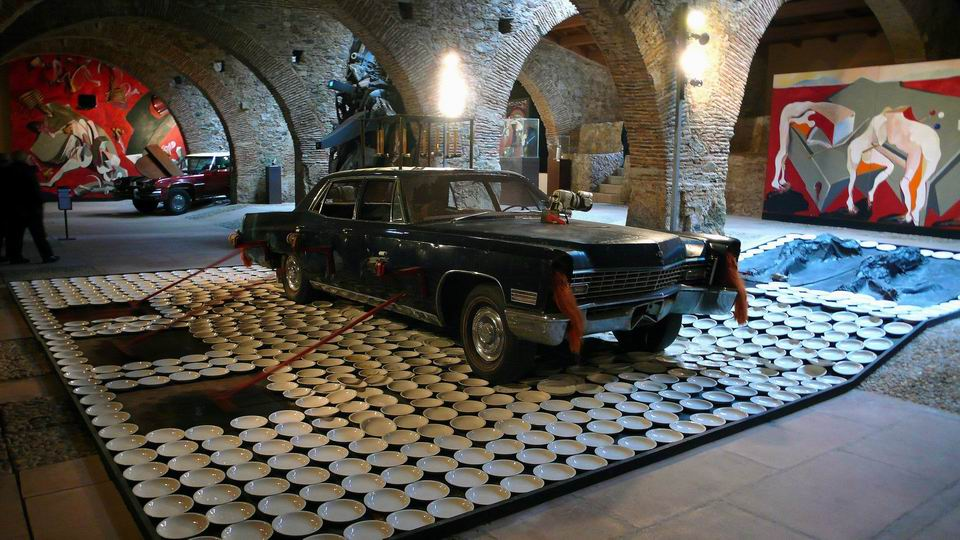
Wolf Vostell, Febre d' Automòbil (1973), instal·lació, Museu Vostell-Malpartida.

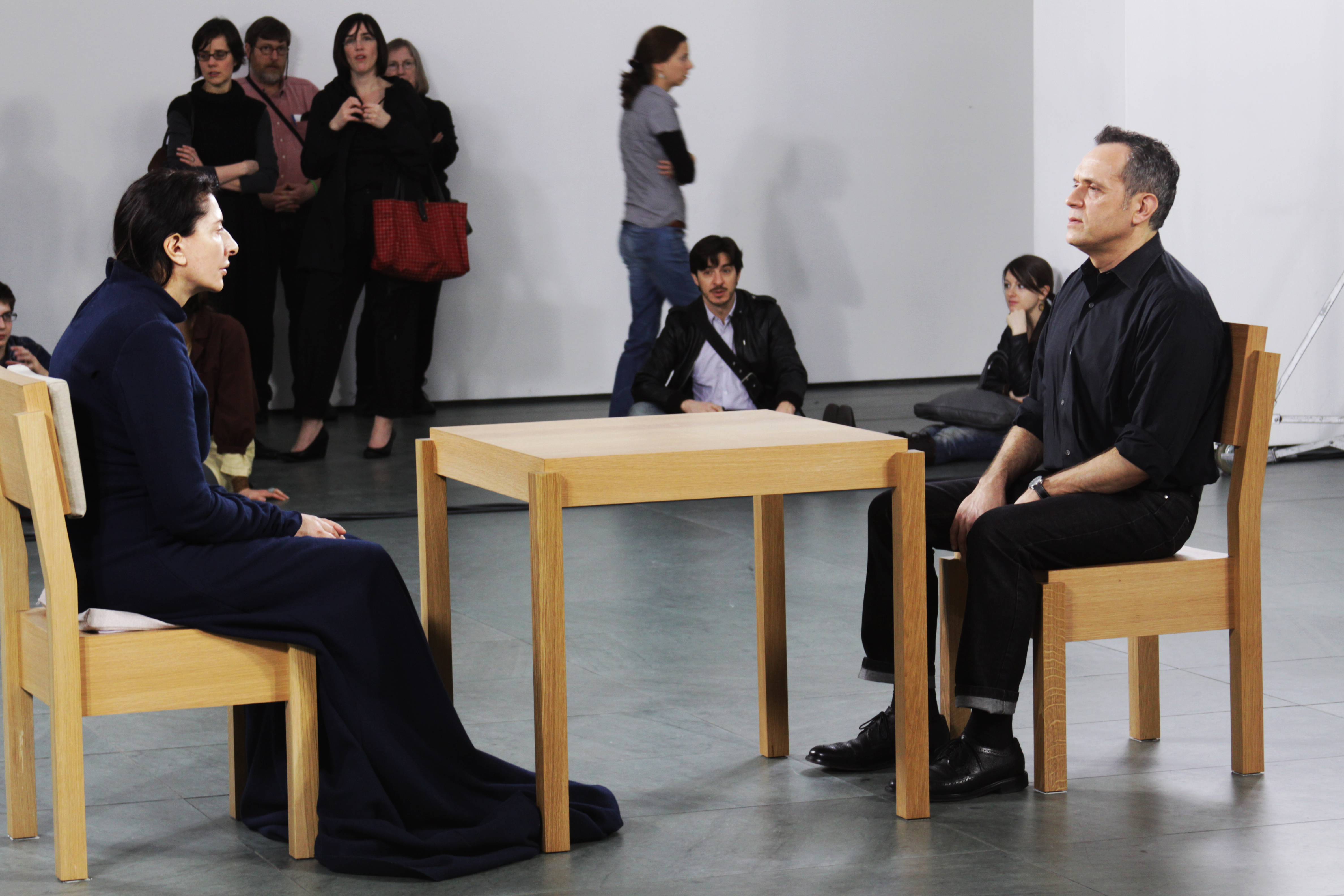
Marina Abramović, L'artista està present (2010), Performance, MoMa.

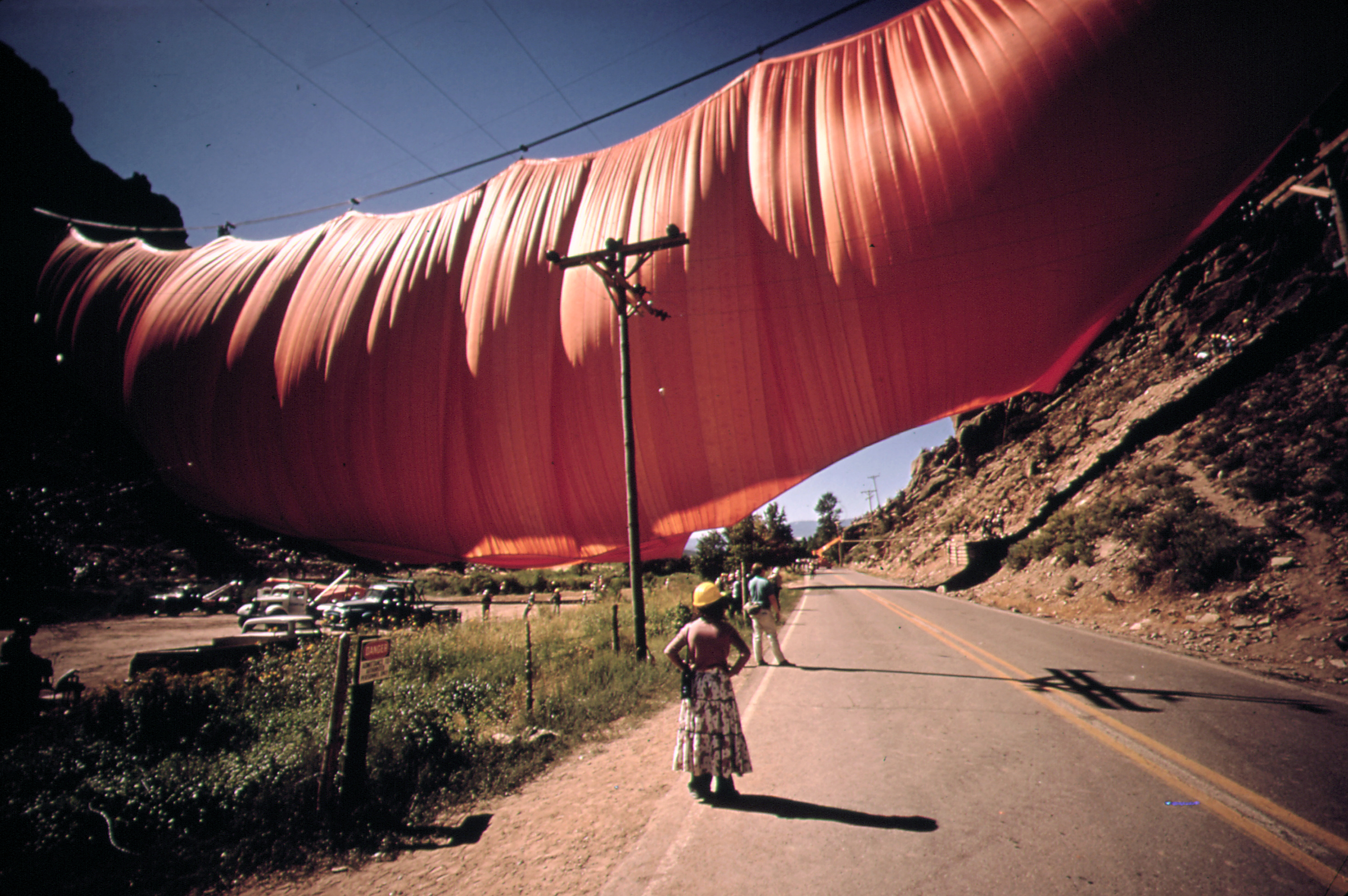
Christo i Jeanne-Claude, Valley Curtain (1971), Instal·lació (art natura), Rifle Gap, Muntanyes Rocoses, Colorado.

Les arts visuals són aquelles arts que produeixen objectes percebuts per l'ull de l'espectador. El concepte engloba les arts plàstiques tradicionals, a les quals s'afegeix la fotografia i el videoart. No és una classificació estricta, els diferents autors i inclouen més o menys disciplines.
Hem d'entendre les arts visuals com un conjunt de llenguatges que tenen en comú el sentit pel qual són percebuts, la vista. Secundàriament podem dir que el tacte també pot tenir un paper important. Tradicionalment, entenem per arts visuals l'arquitectura, la pintura i l'escultura. Amb el decurs del temps, el camp de l'art ha anat variant per les possibilitats tècniques com per l'interès dels teòrics de l'art com dels propis artistes; s'han inclòs o exclòs algunes disciplines en funció dels seus interessos. Sembla indiscutible que el cinema és un art visual, però la ceràmica, tot i que compleix la condició establerta, s'acostuma a incloure en el que s'anomenen les arts aplicades.

## Educació i formació
La formació en arts visuals ha estat generalment a través de variacions dels sistemes d'aprenent i taller. A Europa, el moviment renaixentista per augmentar el prestigi de l'artista va donar lloc al sistema d'acadèmia per a la formació d'artistes, i avui la majoria de les persones que estan fent carrera artística es formen en escoles d'art de nivell terciari. Les arts visuals s'han convertit en una assignatura optativa en la majoria dels sistemes educatius.
A l'Àsia oriental, l'educació artística per a artistes no professionals se centrava normalment en la pinzellada; la cal·ligrafia es va comptar entre les sis arts dels cavallers de la dinastia Zhou xinesa, i la cal·ligrafia i la pintura xinesa es van comptar entre les quatre arts dels oficials acadèmics de la Xina imperial.
Liderant el desenvolupament de les arts a Amèrica Llatina, el 1875 va crear la Societat Nacional de l'Estímul de les Arts, fundada pels pintors Eduardo Schiaffino, Eduardo Sívori i altres artistes. El seu gremi va ser reconvertit com a Acadèmia Nacional de Belles Arts el 1905 i, el 1923, per iniciativa del pintor i acadèmic Ernesto de la Cárcova, com a departament de la Universitat de Buenos Aires, l'Escola Superior d'Art de la Nació. Actualment, la principal organització educativa de les arts del país és la UNA Universidad Nacional de las Artes.

## Percepció
En la percepció de l'obra, la nostra visió té tendència a agrupar o separar elements d'acord amb forma, contrast, color, etc. En aquesta percepció visual i la recepció sensorial que es realitza de l'obra estan basades les arts visuals. Diferents codis visuals de proporció, equilibri, ritme, textura i valors tonals són tinguts en compte pels creadors en la seva comunicació amb l'espectador. El sistema visual dels éssers humans assimila la informació interpretant-la a través d'estímuls visuals relacionats amb el seu coneixement previ i el seu estat emocional, la recepció o discriminació d'aquests estímuls es tradueix en la capacitat d'interpretar la informació a través dels efectes de la llum visible percebuda.
La psicologia de la Gestalt és una teoria de la percepció sorgida a Alemanya a principis del segle XX que al·ludeix a aquestes maneres de percepció de la forma d'allò que veiem i com és descodificat pel nostre cervell a través de les associacions que es produeixen al moment de la percepció. Els seus principis bàsics són:

### Per agrupació
Existeixen diverses formes d'agrupació:
a)	Per proximitat: Es té la tendència visual a agrupar els elements quan aquests tenen proximitat entre si.
b)	Per semblança: Agrupació quan els elements són figures conegudes, semblants o iguals entre si.
c)	Per continuïtats: Cerca de semblances a través d'una continuïtat significativa, és a dir observem primer els elements principals seguit dels menys importants.

### Per figura/fons
La tendència visual fa separar els elements del fons o viceversa; ja que de vegades el fons és percebut també com a figura.

### Per contorn
El contorn separa i distingeix la figura del fons i està representat per una línia contínua o discontínua o en el límit de dos colors diferents, anomenat línia de retallada.

### Per pregnància
Tendència a emplenar visualment aquells espais buits per completar un objecte.

## Disciplines
| Arquitectura Art trobat Arts gràfiques Gravat → Gravat en relleu: xilografia · linografia → Gravat al buit: Calcografia Tècniques d'estampació additives: carbur de silici Tècniques d'estampació planogràfiques: serigrafia · litografia · monotípia Tècniques d'estampació fotomecàniques Tipografia Incunable Cal·ligrafia Cinema Còmic Collage | Disseny Dibuix Escultura Esgrafiat Fotografia Grafit Instal·lació Pintura Mail Art Videoart Videojoc Vitrall |